# Marek Matiaško
Marek Matiaško (* 29. Oktober 1977 in Bojnice) ist ein ehemaliger slowakischer Biathlet.
Marek Matiaško betreibt seit 1993 Biathlon. Der Sportsoldat aus Banská Bystrica wird von Pavol Kobela trainiert und startet für VSC Dukla Banská Bystrica. Seit 1997 gehört er dem slowakischen Nationalkader an. Sein Bruder Miroslav Matiaško ist ebenfalls Biathlet.
Matiaško gab 1997 in Ruhpolding bei einem Sprint (110.) sein Debüt im Biathlon-Weltcup. Höhepunkt seiner ersten Saison wurden die Juniorenweltmeisterschaften in Forni Avoltri. Hier gewann er im Sprint die Bronzemedaille. Ein Jahr später startete er in Pokljuka erstmals bei Biathlon-Weltmeisterschaften, kam aber in der Verfolgung nicht ins Ziel. Im Sommer startete er zudem bei den Weltmeisterschaften in Osrblie im Sommerbiathlon. Die Saison 1999/2000 brachte einen ersten Start Matiaškos im Europacup. In Friedenweiler war ein vierter Platz mit der Staffel die beste Platzierung. Seinen Durchbruch schaffte Matiaško bei den Titelkämpfen der Saison. Bei den Europameisterschaften von Zakopane wurde er 17. im Einzel und Siebter mit der Staffel. Noch besser lief es bei den Weltmeisterschaften am Holmenkollen in Oslo. Nach einem 47. Platz im Sprint gewann er als 28. in der Verfolgung erstmals Weltcuppunkte. Im nächsten Rennen, einem Einzel, kam er als Siebter sogar erstmals unter die Top 10. Der 50. Platz im Gesamtweltcup war seine zweitbeste Platzierung in dieser Wertung.
2002 startete Matiaško zum ersten Mal bei Olympischen Spielen. In Salt Lake City war jedoch ein 39. Platz im Sprint seine beste Platzierung. Bei den anschließenden Europameisterschaften in Kontiolahti wurde er Vierter im Sprint und Fünfter in der Verfolgung. Ein Jahr später wurde er zudem Sechster im Einzel in Forni Avoltri. An selber Stelle startete er im Sommer des Jahres bei der Sommerbiathlon-WM. Im Sprint wurde er Achter, in der Verfolgung Siebter und im Einzel sowie mit der Staffel, zu der auch Pavol Hurajt gehörte, gewann er die Bronzemedaillen. 2004 trat er bei den Militärweltmeisterschaften an und wurde Sechster im Patrouillenlauf. Seine herausragenden Ergebnisse erreichte Matiaško immer bei Großereignissen. Nach seinem siebten WM-Platz, der bislang seine beste Platzierung war, konnte er das Ergebnis bei den Olympischen Winterspielen 2006 in Turin noch verbessern. Im Einzel konnte er einen fünften Platz erreichen. Marek Matiaško nahm 2010 erneut an den Olympischen Winterspielen teil. Sein bestes Resultat in Vancouver war der 33. Platz im Einzel. Mit der Staffel belegte er Rang 15.

## Biathlon-Weltcup-Platzierungen
Die Tabelle zeigt alle Platzierungen (je nach Austragungsjahr einschließlich Olympische Spiele und Weltmeisterschaften).
- 1.–3. Platz: Anzahl der Podiumsplatzierungen
- Top 10: Anzahl der Platzierungen unter den ersten zehn (einschließlich Podium)
- Punkteränge: Anzahl der Platzierungen innerhalb der Punkteränge (einschließlich Podium und Top 10)
- Starts: Anzahl gelaufener Rennen in der jeweiligen Disziplin
- Staffel: inklusive Mixed-Staffel

| Platzierung                      | Einzel | Sprint | Verfolgung | Massenstart | Team | Staffel | Gesamt |
| -------------------------------- | ------ | ------ | ---------- | ----------- | ---- | ------- | ------ |
| 1. Platz                         |        |        |            |             |      |         |        |
| 2. Platz                         |        |        |            |             |      |         |        |
| 3. Platz                         |        |        |            |             |      |         |        |
| Top 10                           | 2      | 1      |            |             |      | 9       | 12     |
| Punkteränge                      | 11     | 8      | 6          | 2           | 2    | 50      | 79     |
| Starts                           | 42     | 93     | 31         | 2           | 2    | 52      | 222    |
| Stand: nach der Saison 2009/2010 |        |        |            |             |      |         |        |